# 中果咖啡
中果咖啡（学名：Coffea canephora）又名卡尼弗拉咖啡，異名罗布斯塔咖啡，是世界咖啡生产的第二大种，它在全球咖啡產量中佔了大約43%，與小果咖啡達成平衡。
中果咖啡的浆果较小果咖啡大但比大果咖啡小，比小果咖啡抗病害能力强。中果咖啡适合在海拔700公尺以下的热带气候中生长，含咖啡因浓度高，约为2%-4%，但入口有苦、燒橡膠味，主要在印度尼西亚、印度、乌干达及越南等一些热带国家种植，大部分作为即溶咖啡之用。

## 咖啡豆
由中果咖啡果製成的咖啡豆被称作羅布斯塔咖啡（Robusta coffee）。
羅布斯塔咖啡原產地是漠南非洲的中部和西部。它易於照看，有更高的產量，咖啡因幾乎是兩倍，有更多抗氧化劑。羅布斯塔咖啡豆是更加強烈、濃郁的咖啡，擁有與眾不同的、泥土香味，但比小果咖啡更苦，這是由於有更高的吡嗪含量。